# 460e brigade blindée
La 460e brigade blindée « Bnei Or » est une brigade blindée de la 80e division des forces de défense israéliennes, subordonnée commandement sud et située dans la base de Shizafon.

## Historique

### Guerre de Gaza de 2014
Pendant la guerre de Gaza de 2014, la 460e brigade mène des opérations terrestres dans la bande de Gaza sous le commandement du colonel Dvir Adri. Les trois troupes israéliennes les plus au sud de la bande de Gaza – la 84e brigade Givati, la 35e brigade de parachutistes et la 460e brigade blindée – sont engagées dans de violents combats. La 460e brigade a également opéré à Deir el-Balah.

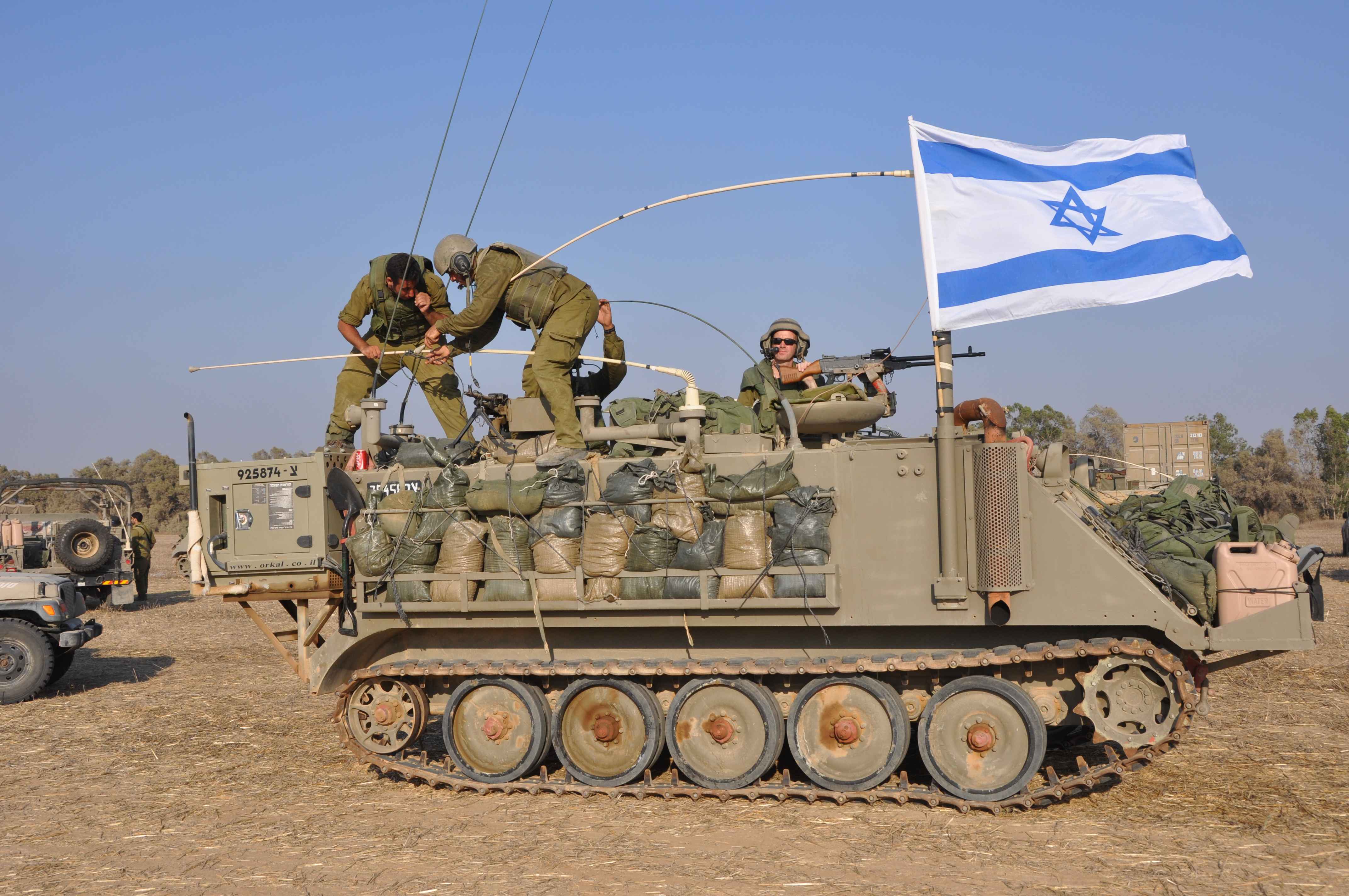
Véhicules blindés de la 460e brigade opérant près de la frontière de Gaza en juillet 2014.

### Guerre entre Israël et le Hamas
À partir du 27 octobre 2023, l'unité envahit le nord de l’enclave palestinienne dans un mouvement enveloppant, via le front de mer, l’est et le nord de Gaza. Selon les forces de défense israéliennes, elle opère ensuite dans les zones de combat centrales de la bande de Gaza, notamment dans les environs d'Al-Shati, Jabaliya et Daraj Tuffah.
L'armée israélienne mène des opérations à Daraj et à Tuffah le 21 décembre 2023 et annonce leur achèvement le 2 janvier 2024. Les ingénieurs de combat de la 460e brigade ont notamment détruits les infrastructures souterraines, tunnels de combat et centres de commandement du Hamas. Début 2024, l'unité retirée de Gaza pour reprendre « l’entraînement programmé ».
L'unité pénètre de nouveau dans Gaza et participe à l'offensive de Rafah avec la 7e brigade blindée en mai 2024.

## Organisation en 2024
- 460e brigade blindée « Bnei Or » (entraînement)
  -  195e bataillon d'entraînement blindé « Adam » (Merkava Mk.4)
  - 196e bataillon d'entraînement d'officiers de chars « Shahak » (Merkava Mk.4)
  - 198e bataillon blindé « Ezoz » (Merkava Mk.4)
  - 330e bataillon d'entraînement d'instructeurs de chars « Magen »
  -  532e bataillon blindé « Shelah » (Merkava Mk.4)
  - 614e bataillon du génie de combat
  - Bataillon logistique
  - Compagnie de transmissions